# B 1909 Odense
Maillots
Le Boldklubben 1909 Odense était un club de football danois situé à Odense.
Le club fusionne en 2006 au sein du FC Fyn.

## Histoire
Le club évolue pendant 38 saisons en première division et également pendant 38 saisons en deuxième division.

## Palmarès
- Championnat du Danemark (2)
  - Champion : 1959, 1964

- Coupe du Danemark (2)
  - Vainqueur : 1962, 1971
  - Finaliste : 1977

- Championnat du Danemark de D2 (6)
  - Champion : 1948, 1950, 1954, 1970, 1990, 1992